# Aeroportul Rumginae
Aeroportul Rumginae (IATA: RMN) este un aeroport din Papua Noua Guinee.
aeroportul dispune de o singură pistă.